# Grand Prix Norwegii na żużlu
Grand Prix Norwegii w sporcie żużlowym to zawody z cyklu żużlowego Grand Prix.
Zawody o Wielką Nagrodę Norwegii odbywały się w latach 2002–2004. Do kalendarza cyklu dopisano ją w wyniku zwiększenia liczby eliminacji z sześciu do dziesięciu w 2002.
Są to jedyne dotąd rozegrane zawody cyklu Grand Prix w hali (Vikingskipet). Park maszyn żużlowych usytuowany był w korytarzach pod trybunami. Całkowicie zadaszona hala była przyczyną większego hałasu (w porównaniu do otwartych stadionów). Uciążliwe dla kibiców był również pył spod kół motorów i z tego powodu ostatecznie zrezygnowano z organizacji eliminacji w kolejnych latach.
Obecnie norweskie Grand Prix zostało zastąpione przez Grand Prix Włoch.

## Podium
| Sezon | Nr tur.       | Miejsce | Stadion      |                  |                |                 |
| 2002  | 1 (43) wyniki | Hamar   | Vikingskipet | Tony Rickardsson | Ryan Sullivan  | Mikael Karlsson |
| 2003  | 2 (61) wyniki | Hamar   | Vikingskipet | Greg Hancock     | Nicki Pedersen | Bjarne Pedersen |
| 2004  | 3 (70) wyniki | Hamar   | Vikingskipet | Tony Rickardsson | Greg Hancock   | Tomasz Gollob   |

- Zwycięzcy

2x - Tony Rickardsson

1x - Greg Hancock
- Finaliści

2x - Greg Hancock, Tony Rickardsson

1x - Leigh Adams, Jason Crump, Tomasz Gollob, Andreas Jonsson, Mikael Max (dawny Mikael Karlsson), Bjarne Pedersen, Nicki Pedersen, Ryan Sullivan